# Punta La Marmora
Punta La Marmora (sard. Perdas Caprias) – szczyt we Włoszech, najwyższy na Sardynii o wysokości 1834 m n.p.m., leżący w masywie Gennargentu, w środkowej części wyspy. 
Punta La Marmora jest najwyższym szczytem Sardynii. Z jej wierzchołka roztacza się widok na całą wyspę. 
W pobliżu znajdują się  szczyty Bruncu Spina (1829 m n.p.m.), Punta su Sciusciu oraz Punta Paulinu (1792 m n.p.m.) i Supramonte - kolejne najwyższe wierzchołki Sardynii. 
Najbliższymi większymi miejscowościami są na wschodzie Baunei w prowincji Ogliastra, a na zachodzie Desulo w prowincji Nuoro.  W masywie Gennargentu znajdują się także źródła rzeki Flumendosy.